# Steve Cherundolo
Steven Emil „Steve“ Cherundolo (* 19. února 1979, Rockford, Illinois, USA) je bývalý americký fotbalový obránce a reprezentant, který celou svou profesionální fotbalovou kariéru strávil v německém klubu Hannover 96, kde působil i jako kapitán mužstva.
Aktivní hráčskou kariéru ukončil v březnu 2014 i kvůli problémům s koleny. Poté nastoupil do funkce asistenta trenéra v rezervním týmu Hannoveru 96.

## Reprezentační kariéra
Cherundolo byl členem amerických výběrů U18, U20 a U23.
V seniorské reprezentaci USA debutoval 8. září 1999 v zápase proti Jamajce.
Zúčastnil se Mistrovství světa 2006 v Německu (kde výběr USA skončil na posledním 4. místě v základní skupině E) a Mistrovství světa 2010 v Jihoafrické republice, kde americká reprezentace vypadla v osmifinále s Ghanou po výsledku 1:2 po prodloužení. Na tomto turnaji odehrál Cherundolo jako jeden z pěti hráčů kompletní porci minut.